# Марушка Детмерс
Марушка Детмерс (нід. Maruschka Detmers; нар. 16 грудня 1962, Схонебек) — нідерландська акторка.

## Біографія
Марушка Детмерс народилася в нідерладському місті Схонебек, провінція Дренте.
Слава прийшла до неї після зйомок в драмах «Ім'я: Кармен» (1983) Жана-Люка Годара і «Диявол у плоті» (1986) Марко Беллокйо. У цих фільмах акторка втілила образи фатальних жінок. Вона працювала з такими режисерами, як Клод Зіді, Жак Дере, Жак Дуайон, Ерік Барб'є, Даніель Вінь і Мануель Пур'є.
Пізніше вона знімалася в менш значущих французьких фільмах і більше грала в американських кінострічках, таких як «Війна Ганни» (1988), «Королі Мамбо» (1992) і «Стрілець» (1995).

## Фільмографія
| Рік  |    | Українська назва                                   | Оригінальна назва                                              | Роль                                    |
| ---- | -- | -------------------------------------------------- | -------------------------------------------------------------- | --------------------------------------- |
| 1983 | ф  | Сокіл                                              | Le faucon                                                      | жінка-зодіак                            |
| 1983 | ф  | Ім'я: Кармен                                       | Prénom Carmen                                                  | Кармен Х                                |
| 1984 | ф  | Піратка                                            | La pirate                                                      | Кароль                                  |
| 1984 | ф  | Помста пернатого змія                              | La vengeance du serpent à plumes                               | Лора                                    |
| 1985 | ф  | Via Mala                                           | Via Mala                                                       | Сильві Лорец                            |
| 1985 | с  | Lime Street                                        | Lime Street                                                    | принцеса Крістіна (в пілотному випуску) |
| 1986 | ф  | Диявол у плоті                                     | Diavolo in corpo                                               | Джулія                                  |
| 1988 | ф  | О, які чудові ці білі!                             | Ya bon les blancs                                              | Надя                                    |
| 1988 | ф  | Війна Ханни                                        | Hanna’s War                                                    | Хана Сенеш                              |
| 1989 | ф  | Двоє (фільм, 1989)                                 | Deux                                                           | Гелен Мюллер                            |
| 1989 | ф  | Літня комедія                                      | Comédie d'été                                                  | Віккі                                   |
| 1991 | ф  | Палаюче багаття                                    | Le brasier                                                     | Еліс                                    |
| 1992 | тф | Armen and Bullik                                   | Armen and Bullik                                               | Маріон                                  |
| 1992 | ф  | Королі мамбо                                       | The Mambo Kings                                                | Долорес Фуентес                         |
| 1994 | ф  | Вони не забувають ніколи                           | Elles n'oublient jamais                                        | Анна                                    |
| 1995 | ф  | Стрілець                                           | The Shooter                                                    | Симона Росс                             |
| 1996 | ф  | Бережіться глибин                                  | Méfie-toi de l'eau qui dort                                    | Франсуаза                               |
| 1997 | ф  | Жити як королі                                     | Comme des rois                                                 | Елізабет                                |
| 1998 | ф  | Остання таємниця                                   | Rewind                                                         | Маріанна Легран                         |
| 1998 | тф | Кларісса                                           | Clarissa                                                       | Кларісса                                |
| 1998 | тф | Sommergewitter                                     | Sommergewitter                                                 | Ганна Лоренц                            |
| 1999 | ф  | Гамбурзький рахунок                                | St. Pauli Nacht                                                | Ульріка                                 |
| 2000 | ф  | Pour l'amour du ciel                               | Pour l'amour du ciel                                           | імя персонажки невідоме                 |
| 2001 | ф  | Мені тебе не вистачає                              | Te quiero                                                      | Мюріель                                 |
| 2001 | тф | Zugvögel der Liebe                                 | Zugvögel der Liebe                                             | Юлія Клімт                              |
| 2002 | тф | Mère, fille: mode d'emploi                         | Mère, fille: mode d'emploi                                     | Флоренс Ансельм                         |
| 2003 | тф | Jean Moulin, une affaire française                 | Jean Moulin, une affaire française                             | Жильбер                                 |
| 2003 | тф | Капитан Лоуренс                                    | Capitaine Lawrence                                             | Наташа Лоуренс                          |
| 2003 | тф | Mata Hari, la vraie histoire                       | Mata Hari, la vraie histoire                                   | Мата Харі                               |
| 2004 | тф | Mon fils cet inconnu                               | Mon fils cet inconnu                                           | Лоранс                                  |
| 2004 | тф | Отець Горіо                                        | Le père Goriot                                                 | віконтеса де Босан                      |
| 2005 | тф | Disparition                                        | Disparition                                                    | Аліса Сенешаль                          |
| 2008 | кф | Апельсиновий сік                                   | Orange Juice                                                   | Гелен                                   |
| 2008 | ф  | Нам 18                                             | Nos 18 ans                                                     | мати Клеменс                            |
| 2008 | ф  | Заплутались у коханні                              | Robert Zimmermann wundert sich über die Liebe                  | Моніка                                  |
| 2010 | тф | Les frileux                                        | Les frileux                                                    | Софі Дорніваль                          |
| 2010 | тф | Männer lügen nicht                                 | Männer lügen nicht                                             | Барбара Ланциг                          |
| 2012 | с  | Загадкові вбивства Агати Крісті: Вбивство у театрі | Les Petits Meurtres d'Agatha Christie: Le couteau sur la nuque | Сара Морлан                             |

## Нагороди та номінації
- Номінація премії Сезар» у категорії «Найкраща акторка другого плану» («Піратка», 1985)